# نوآوری اجتماعی
نوآوری اجتماعی مجموعه‌ای از استراتژی‌ها، مفاهیم، ایده‌ها و سازمان‌های جدیدی است که تأمین‌کنندهٔ نیازهای اجتماعی عناصر مختلف می‌باشد که می‌تواند از شرایط کاری و آموزشی تا توسعهٔ جامعه و سلامت، جامعهٔ مدنی را توسعه دهد. نوآوری اجتماعی، شامل فرایندهای نوآوری، مانند روش‌ها و تکنیک‌های متن باز، و همچنین نوآوری‌هایی که شامل یک هدف اجتماعی است، مانند آموزش از راه دور و مایکروکردیت، می‌باشد.
نوآوری اجتماعی عموماً به عنوان ایده‌های (محصولات و سرویس‌ها و مدل‌ها) جدید تعریف می‌شود که به‌طور هم‌زمان هم نیازهای اجتماعی را تأمین می‌کند و هم ارتباطات و همکاری‌های جدید اجتماعی ایجاد می‌کند. این نوآوری‌ها هم برای جامعه خوب است و هم قادر به تصویب مشارکت‌های اجتماعی بهتر در قوانین خدمات اجتماعی می‌باشد.
بنیاد جوان برای ایجاد تمایز میان نوآوری اجتماعی و کسب و کار، تأکید کرد که نوآوری اجتماعی از طریق سازمان‌هایی توسعه یافته‌است، که هدف اصلی و اولیه‌شان صرفاً به حداکثر رساندن منفعت نمی‌باشد. دفتر سیاست مشاوران اروپایی، به‌طور دقیق تری نوآوری اجتماعی را به عنوان رویکرد اجتماعی محتوا و مضمون تعریف کرده‌است. براساس این تعاریف نافذ و قوی، ویژگی نوآوری اجتماعی، توانایی نشان دادن نیازهای اجتماعی است؛ نیازهایی که روش‌های سنتی، به‌طور وسیع قادر به از عهده برآمدن آن‌ها نیست؛ بلکه، صاحب قدرت کردن گروه‌ها و افراد، و تمایل برای تغییر روابط اجتماعی است؛ بنابراین نوآوری اجتماعی راهی برای افزایش کیفیت خدمات اجتماعی و مقرون به صرفه بودنشان است؛ روشی که علی‌رغم محدودیت‌های قابل ملاحظهٔ بودجه، درآمدی حداقل برابر را در صورتی که بهتر از آن ممکن نباشد، ایجادمی‌کند.
نوآوری اجتماعی در حقیقت راهکاری مبتکرانه برای حل مشکلات اجتماعی است. نوآوری اجتماعی نسبت به راهکارهای قبلی اثربخش‌تر، کاراتر و پایدارتر است و به جای افراد، برای کل جامعه ارزش و منفعت خلق می‌کند. در حقیقت نوآوری اجتماعی به راهکارها، استراتژی‌ها یا مفاهیمی گفته می‌شود که مشکلات و نیازهای جامعه را نسبت به راهکارها و روش‌های قبلی به شیوه مناسب‌تری برطرف می‌کنند.
نوآوری اجتماعی می‌تواند در دولت رخ دهد، در بخش انتفاعی، غیرانتفاعی، یا در فضای بین آن دو. تحقیقات، بر روی انواع پلت فرم‌هایی که برای تسهیل همکاری‌های میان بخشی نوآوری اجتماعی نیازمندند، متمرکز شده‌است.
کارآفرینی اجتماعی، مانند تشکیلات اجتماعی، نوعاً در بخش غیرانتفاعی به استثنای بخش انتفاعی و سازمان‌های دولتی می‌باشد. هم کارآفرینی اجتماعی و هم سازمان اجتماعی سهم به سزایی در نوآوری اجتماعی با ایجاد ارزش‌های اجتماعی و معرفی کردن راه‌های جدید برای رسیدن به اهداف، دارند. کارآفرینی اجتماعی الگوها و فرصت‌های جدیدی را برای نوآوری به وجود می‌آورد و مایل به انجام کارهایی می‌باشد که سازمان‌های موجود تمایلی به انجام آن‌ها ندارند.
نوآوری اجتماعی غالباً یک خلاقیت ذهنی است که شامل روانی و انعطاف از یک طیف گستردهٔ انضباط می‌باشد. کار نوآوری اجتماعی در یک بخش غالباً به رشته‌های گوناگون درون جامعه مربوط و مرتبط می‌باشد. نظریهٔ نوآوری اجتماعی «اختلاف مرتبط» بر سه اصل اساسی در نوآوری اجتماعی تأکید می‌کند.
- اول، نوآوری‌ها، به جای ترکیب‌های جدید، معمولاً ترکیب دو وجهی از المان‌های موجودند.
- دوم، لازمهٔ به‌کارگیری آن مشارکت همه‌جانبه در کل محدودهٔ سازمان است.
- سوم، روابط میان افراد و گروه‌هایی را که در گذشته از هم جدا بودند پشت سر می‌گذارند.[۲]

نوآوری اجتماعی در محیط‌های دانشگاهی در حال پیدایش می‌باشد.
از نوآوران برجسته مرتبط با نوآوری اجتماعی می‌توان، اختر حمید خان پاکستانی، محمد یونس بنگلادشی، مؤسس بانگ گرامین، طلایه دار مفهوم میکروکردیت برای حمایت از نوآوران در چندین کشور در حال توسعه در آسیا، آفریقا و آمریکای لاتین و استفان گلداسمیت، شهردار سابق ایندیاناپولیس را نام برد. ار فعالان بین‌المللی نوآوری اجتماعی در ایران می‌توان از علی اصغر سعدآبادی مؤسس اولین مرکز نوآوری اجتماعی ایران (مرکز نوآوری اجتماعی سلام) و تنها ایرانی عضو افتخاری مرکز نوآوری اجتماعی استنفورد نام برد. این مرکز خیریه ایرانی دارای شعباتی در کشورهای عراق، افغانستان و مالزی است.
همان‌طور که مردم درمی‌یابند که زمان آن رسیده‌است تا با هم کار کنند و راه حل‌های جدیدی را برای چالش‌هایی که جامعه با آن‌ها روبه رو است پیدا کنند، نوآوری اجتماعی هم در سراسر جهان در حال ظهور است. طرح‌های جدید در همه جا، چه توسط مؤسسات تحقیقاتی و شرکت‌ها وچه توسط سازمان‌های مستقل، راه‌اندازی شد. کسانی که درگیر نوآوری اجتماعی شده‌اند، تعریف مختص خود را برای نوآوری اجتماعی به کار می‌گیرند. اما تمام این تعریف‌ها در یک چیز مشترک هستند: کار باهم ما را به سمت جامعه‌ای پایدار سوق‌می‌دهد. نوآوری اجتماعی دارای یک رویکرد بین بخشی است و به‌طور جهانی قابل اجرا است. نوآوری اجتماعی بر روی فرایند نوآوری، چگونه نوآوری و تغییر، شکل می‌گیرد (به عنوان به تعریف سنتی از نوآوری‌های اجتماعی مخالف، اولویت دادن به سازمان‌های داخلی شرکت‌های خدمت به بهره‌وری)، تمرکز دارد. نوآوری اجتماعی بر روی کار جدید و اشکال جدیدی از همکاری (مدل‌های تجارت و کسب و کار) متمرکز است.

## تاریخچه
نوآوری اجتماعی در نوشته‌ی شخصیت‌هایی چون پیتر دراکر و بارون مایکل یانگ (بنیانگذار دانشگاه آزاد انگلستان و چندین سازمان دیگر) در دهه‌ی ۱۹۶۰ میلادی مورد بحث قرار گرفت. نوآوری اجتماعی در آثار نویسندگان فرانسوی دهه ی ۱۹۷۰ مانند مانند پیر روزانوالون، ژاک فورنیه، و ژاک آتالی نیز مورد بحث قرار گرفته است. اما الگوها و مفاهیم نوآوری نوآوری اجتماعی مدت ها پیش از اینها موجود بودند. مثلاً بنجامین فرانکلین درباره ی تغییرات کوچک درون سازمان اجتماعی اجتماعات سخن گفته بوده است که از نظر او می توانستند در حل مسائل روزمره مفید باشند. بسیاری از اصلاحگران انقلابی سده ی  نوزدهم میلادی مانند رابرت اوون، بنیانگذار جنبش تعاونی، به ترویج نوآوری در حوزه های اجتماعی پرداخته اند، و تمامی جامعه شناسان بزرگ مانند کارل مارکس، ماکس وبر، و امیل دورکیم بر فرایندهای گسترده تر دگرگونی اجتماعی تمرکز کرده اند. در سال های اخیر آثار کسانی چون گابریل تارد درباره ی مفهوم تقلید توسط دانشمندان علوم اجتماعی دوباره کشف، و برای فهم بهتر نوآوری اجتماعی و رابطه ی آن با تغییر اجتماعی مورد استفاده قرار گرفته است. نظریات دیگری در باب نوآوری در سده ی بیستم مطرح شده اند، که بسیاری از آنها بدون تمرکز اساسی بر پیشرفت اجتماعی، پیامدهای اجتماعی دارند. برای مثال یوزف شومپیتر با نظریه ی تخریب خلاق خود و تعریف خود از کارآفرینان به مثابه کسانی که با ترکیب عناصر موجود به صورت جدید و خلق محصولات و خدمات جدید، مستقیماً به فرایند نوآوری پرداخته است. در دهه ی ۱۹۸۰، نویسندگان حوزه ی تغییر فناورانه به صورت فزاینده ای به تأثیر عوامل اجتماعی بر پراکنده شدن فناوری پرداختند.
مقاله ی «بازکشف نوآوری اجتماعی» به وابستگی نوآوری های اجتماعی به تاریخ و تغییر در نهادها اشاره دارد. این مقاله ده نوآوری اجتماعی جدید را که بازتاب تغییرات کنونی هستند چنین بر می شمرد:
- مدارس نمونه مردمی: مدارس نمونه مردمی نوآوری هایی اجتماعی هستند که محمل متفاوتی برای ادامه ی پرورش دانش آموزان و پایه های آموزشی آنان بدون بعضی از مسائل بارز در سامانه ی مدارس دولتی است. هزینه های این مدارس ابتدایی و متوسطه توسط دولت تأمین می شود اما عملکرد آنها مستقل است؛ این به معلمین و اولیا امکان پرورش همکارانه ی روش های تدریس جایگزین برای دانش آموزان را می دهد، چون قوانین مربوط به این مدارس سختگیری کمتری نسبت به مدارس دولتی دارد.[۱۰][۱۱]
- برنامه ریزی اجتماع محور: این نوآوری اجتماعی امکان برنامه ریزی و پرورش سامانه هایی را برای اجتماعات فراهم می کند تا با استفاده از دانش تاریخی و منابع محلی دیگر راه حل هایی برای نیازهای محلی خود بیابند.[۱۰]
- تجارت آلاینده ها: برنامه ی تجارت آلاینده ها برای حل مسائل مربوط به افزایش مستمر در آلایندگی طراحی شد. این برنامه راه حل هایی چون تعیین سقف برای انتشار بعضی آلاینده های خاص، و پیاده سازی یک سامانه ی صدور مجوز برای کنترل مقدار آلاینده های تولیدی توسط هر کسب و کار حاضر، تهیه کرده است. اگر کسب و کاری نیاز به تولید میزان آلاینده ی بیشتری از سطح مجاز خود داشته باشد، می تواند اعتبار لازم برای این کار را از کسب و کاری خریداری کند که به سقف آلایندگی خود نرسیده است. هدف برنامه ی تجارت آلاینده ها محدود شدن انواع و تعداد آلاینده های منتشر شده تا حداقل میران لازم، در گذر زمان و با افزایش آگاهی است.[۱۰]
- تجارت منصفانه: محصولاتی چون قهوه، شکر، و شکلات در حال حاضر با استانداردهای پایینی تجارت می شوند که باعث ایجاد شرایط دشوار برای کشاورزان و کاهش پایایی زیست محیطی شده است. تجارت منصفانه جنبشی است که برای معمله با کشاورزان تولیدکننده ی این محصولات برای تجاز مجوز صادر می کند. فکر موجود در پس این جنبش این بوده است که «با پرداخت حقوق مکفی، و برآوردن استانداردهای اجتماعی و زیست محیطی و ترویج «پایایی زیست محیطی، زندگی این کشاورزان بهبود خواهد یافت.[۱۰]